# راي داوني
راي داوني (مواليد 23 سبتمبر 1968) هو ملاكم كندي، مثّل بلاده في الألعاب الأولمبية الصيفية في دورتي 1988 و1992.

## روابط خارجية
راي داوني على موقع بوكس ريك (الإنجليزية) (registration required)
- راي داوني على موقع أوليمبيديا (الإنجليزية)
- راي داوني على موقع اللجنة الأولمبية الكندية (الإنجليزية)
- راي داوني على موقع اتحاد ألعاب الكومنولث (مؤرشف) (الإنجليزية)